# Saison 1993-1994 de l'USM Blida
Maillots
Chronologie
Saison précédente Saison suivante
La saison 1993-1994 de l'Union sportive musulmane de Blida est la 10e saison du club en première division du championnat d'Algérie depuis l'indépendance de l'Algérie. Le club prend part au championnat d'Algérie et à la Coupe d'Algérie.
Le championnat d'Algérie débute le 18 novembre 1993, avec la première journée de Division 1, pour se terminer le 16 juin 1994 avec la dernière journée de cette même compétition. L'USMB se classe cinquième du championnat.

## Compétitions

### Championnat

#### Rencontres
Le tableau ci-dessous retrace dans l'ordre chronologique les 30 rencontres officielles jouées par l'USM Blida durant la saison. Le club blidéen participe aux 30 journées du championnat. Les buteurs sont accompagnés d'une indication entre parenthèses sur la minute de jeu où est marqué le but et, pour certaines réalisations, sur sa nature (penalty ou contre son camp). Le bilan général de la saison est de 11 victoires, 10 matchs nuls et 9 défaites.
| Date                               | J           | Adversaire       | Lieu | Résultat | Buteur(s) pour l'USM Blida                     | Buteur(s) pour l'adversaire                              |
| MATCHS ALLER                       |             |                  |      |          |                                                |                                                          |
| Jeudi 18 novembre 1993             | 1re journée | USM Bel-Abbès    | Dom. | 0-0      | -                                              | -                                                        |
| Jeudi 25 novembre 1993             | 2e journée  | AS Ain M'lila    | Ext. | 0-0      | -                                              | -                                                        |
| Lundi 29 novembre 1993             | 3e journée  | WA Boufarik      | Dom. | 2-0      | Chambit 7e, Menni Zeggaï 65e                   | -                                                        |
| Jeudi 2 décembre 1993              | 4e journée  | CR Belcourt      | Ext. | 2-0      | -                                              | Ali Moussa 23e 38e                                       |
| Jeudi 9 décembre 1993              | 5e journée  | USM El Harrach   | Dom. | 1-0      | Chambit 60e                                    | -                                                        |
| Lundi 13 décembre 1993             | 6e journée  | ES Setif         | Ext. | 0-1      | Réda Zouani 81e                                | -                                                        |
| Jeudi 16 décembre 1993             | 7e journée  | JS Kabylie       | Dom. | 3-0      | Chambit 12e, Zouani 57e, 78e                   | -                                                        |
| Jeudi 23 décembre 1993             | 8e journée  | US Chaouia       | Ext. | 2-0      | -                                              | Dahleb 72e, Kaoua 80e                                    |
| Lundi 27 décembre 1993             | 9e journée  | MC Oran          | Dom. | 0-1      | -                                              | Mohamed Senouci 72e                                      |
| Jeudi 30 décembre 1993             | 10e journée | WA Mostaganem    | Ext. | 0-0      | -                                              | -                                                        |
| Jeudi 6 janvier 1994               | 11e journée | WA Tlemcen       | Dom. | 3-1      | Zeggaï Menni 44e, Billal Zouani 77e 89e        | Sahraoui 60e                                             |
| Jeudi 13 janvier 1994              | 12e journée | NA Hussein Dey   | Dom. | 2-0      | Zeggaï Menni 12e (pen.), Billal Zouani 32e     | -                                                        |
| Lundi 17 janvier 1994              | 13e journée | MC Alger         | Ext. | 3-2      | Réda Zouani 55e, Zeggaï Menni 81e (pen.)       | Tebbal 4e (pen.), Sellou 52e, Bencheikha 61e             |
| Jeudi 27 janvier 1994              | 14e journée | CA Batna         | Dom. | 0-1      | -                                              | Deghal 20e                                               |
| Jeudi 3 février 1994               | 15e journée | JS Bordj Menaiel | Ext. | 5-1      | Kaci-Saïd 65e                                  | Ziraya 30e, Hamadache 36e 44e, Souilah 74e, Laallili 80e |
| MATCHS RETOUR                      |             |                  |      |          |                                                |                                                          |
| Lundi 7 février 1994               | 16e journée | USM Bel-Abbès    | Ext. | 1-1      | Zeggaï Menni 29e                               | Merabet 17e                                              |
| Jeudi 24 février 1994              | 17e journée | AS Ain M'lila    | Dom. | 0-0      | -                                              | -                                                        |
| Lundi 28 février 1994              | 18e journée | WA Boufarik      | Ext. | 4-1      | Réda Zouani 90e                                | Zidane 25e, Bendrihem 32e 52e, Zouati 70e                |
| Jeudi 17 mars 1994                 | 19e journée | CR Belcourt      | Dom. | 0-0      | -                                              | -                                                        |
| Jeudi 24 mars 1994                 | 20e journée | USM El Harrach   | Ext. | 2-2      | Chambit 60e, Merzak Ali Messaoud 81e           | Djaakoun 12e, Lounici 50e                                |
| Lundi 28 mars 1994                 | 21e journée | ES Setif         | Dom. | 2-0      | Kaci-Saïd 22e, Hamrouni 66e                    | -                                                        |
| Jeudi 31 mars 1994                 | 22e journée | JS Kabylie       | Ext. | 1-1      | Réda Zouani 85e                                | Moussouni 52e                                            |
| Lundi 11 avril 1994                | 23e journée | US Chaouia       | Dom. | 3-0      | Benmehal 65e, Chambit 75e 88e                  | -                                                        |
| Jeudi 14 avril 1994                | 24e journée | MC Oran          | Ext. | 1-1      | Réda Zouani 62e                                | Senouci 47e                                              |
| Jeudi 12 mai 1994 ( match retard ) | 25e journée | WA Mostaganem    | Dom. | 1-0      | Kamel Zane 85e                                 | -                                                        |
| Lundi 23 mai 1994                  | 26e journée | WA Tlemcen       | Ext. | 0-2      | Billal Zouani 33e, Hamrouni 50e                | -                                                        |
| Lundi 30 mai 1994                  | 27e journée | NA Hussein Dey   | Ext. | 1-1      | Chambit 32e                                    | Adjali 24e                                               |
| Lundi 6 juin 1994                  | 28e journée | MC Alger         | Dom. | 3-1      | Zeggaï Menni 23e, Chambit 37e, Réda Zouani 55e | Boukhtouchène 92e                                        |
| Jeudi 9 juin 1994                  | 29e journée | CA Batna         | Ext. | 1-0      | -                                              | Hannachi 12e                                             |
| Jeudi 16 juin 1994                 | 30e journée | JS Bordj Menaiel | Dom. | 0-1      | -                                              | Haddadi 88e                                              |

### Classement final
Le classement est établi sur le barème de points suivant : une victoire vaut 2 points, un match nul 1 point et une défaite 0 point.
| Rang | Équipe          | Pts | J  | G  | N  | P  | Bp | Bc | Diff |
| ---- | --------------- | --- | -- | -- | -- | -- | -- | -- | ---- |
| 1    | US Chaouia      | 35  | 30 | 15 | 5  | 10 | 37 | 32 | +5   |
| 2    | JS Bordj Menail | 35  | 30 | 13 | 9  | 8  | 37 | 17 | +20  |
| 3    | JS Kabylie C    | 35  | 30 | 14 | 7  | 9  | 42 | 23 | +19  |
| 4    | CR Belcourt     | 33  | 30 | 12 | 9  | 9  | 27 | 19 | +8   |
| 5    | USM Blida       | 32  | 30 | 11 | 10 | 9  | 33 | 28 | +5   |
| 6    | WA Boufarik P   | 31  | 30 | 13 | 5  | 12 | 37 | 30 | +7   |
| 7    | MC Alger        | 31  | 30 | 9  | 13 | 8  | 31 | 27 | +4   |
| 8    | AS Aïn M'lila   | 30  | 30 | 10 | 10 | 10 | 22 | 23 | -1   |
| 9    | MC Oran T       | 30  | 30 | 10 | 10 | 10 | 24 | 29 | -5   |
| 10   | WA Tlemcen      | 30  | 30 | 12 | 6  | 12 | 33 | 36 | -3   |
| 11   | USM El Harrach  | 30  | 30 | 9  | 12 | 9  | 23 | 21 | +2   |
| 12   | NA Hussein Dey  | 29  | 30 | 11 | 7  | 12 | 23 | 24 | -1   |
| 13   | CA Batna P      | 28  | 30 | 11 | 6  | 13 | 25 | 30 | -5   |
| 14   | WA Mostaganem   | 25  | 30 | 10 | 5  | 15 | 28 | 48 | -20  |
| 15   | ES Sétif        | 24  | 30 | 8  | 8  | 14 | 19 | 31 | -12  |
| 16   | USM Bel-Abbès P | 22  | 30 | 7  | 8  | 15 | 18 | 42 | -24  |

Résultat
- Qualifié pour la Coupe des clubs champions 1995
- Qualifié pour la Coupe de la CAF 1995
- Qualifié pour la Coupe des coupes 1995

Relégation
- Relégation en Nationale II 1994-1995

Abréviations
T : Tenant du titre

C : Vainqueur de la Coupe d'Algérie 1993-1994

P : Promus de Division 2

### Coupe d'Algérie

#### Rencontres
| Date                  | Tour          | Adversaire     | Stade (ville)                       | Résultat          | Buteurs pour l'USMB | Spec. |
| 21 janvier 1994       | 32e de finale | US Chaouia     | Stade de l'Unité maghrébine, Béjaia | 1-0               | Selmi 60e           | ?     |
| Lundi 21 février 1994 | 16e de finale | ASO Chlef      | Stade du 5-Juillet-1962, Alger      | 1-1 (t.a.b 11-10) | Kaci-Saïd ?         | 6,180 |
| 7 mars 1994           | 8e de finale  | USM El Harrach | Stade du 5-Juillet-1962, Alger      | 0-1               | Zouani ?            |       |
| 6 mai 1994            | 4e de finale  | CS Constantine | Stade de l'Unité maghrébine, Bejaia | 0-0 t.a.b (3-2)   | -                   |       |
| 2 juin 1994           | Demi-finale   | JS Kabylie     | Stade du 5-Juillet-1962, Alger      | 1-1 (t.a.b 3-2)   | Zouani 38e          |       |

## Effectif
- Mohamed Hamouche, Hamrouni, Selmi, Mohamed Allag, Kamel Ahmed Zane, Merzak Ali-Messaoud, Bourzak, Kaci-Saïd, Miloud Saker, Mustapha Chambit, Zouani Redha, Zouani Billal, Megueni, Ouichaoui, Menni, Saber, Noureddine Chergui, Guettaf
- Entr (aller) :Zahzah
- Entr (Retour) :Echouf-Belabed

## Meilleurs buteurs
| Rang | Joueur              | Cham. | Coupe | Total |
| ---- | ------------------- | ----- | ----- | ----- |
| 1    | Mustapha Chambit    | 7     | 0     | 7     |
| 2    | Billal Zouani       | 5     | 2     | 7     |
| 2    | Réda Zouani         | 6     | 0     | 6     |
| 3    | Zeggaï Menni        | 5     | 0     | 5     |
| 4    | Kamel Kaci-Saïd     | 3     | 1     | 4     |
| 5    | Hamrouni            | 3     | 0     | 3     |
| 6    | Salem               | 1     | 0     | 1     |
| 6    | Younès Ben Mehal    | 1     | 0     | 1     |
| 6    | Merzak Ali-Messaoud | 1     | 0     | 1     |
| 6    | Kamel Zane          | 1     | 0     | 1     |
| 6    | Selmi               | 0     | 1     | 1     |
|      | But contre son camp | 0     | 0     | 0     |
|      | Total               | 33    | 4     | 37    |